# Strophosoma capitatum

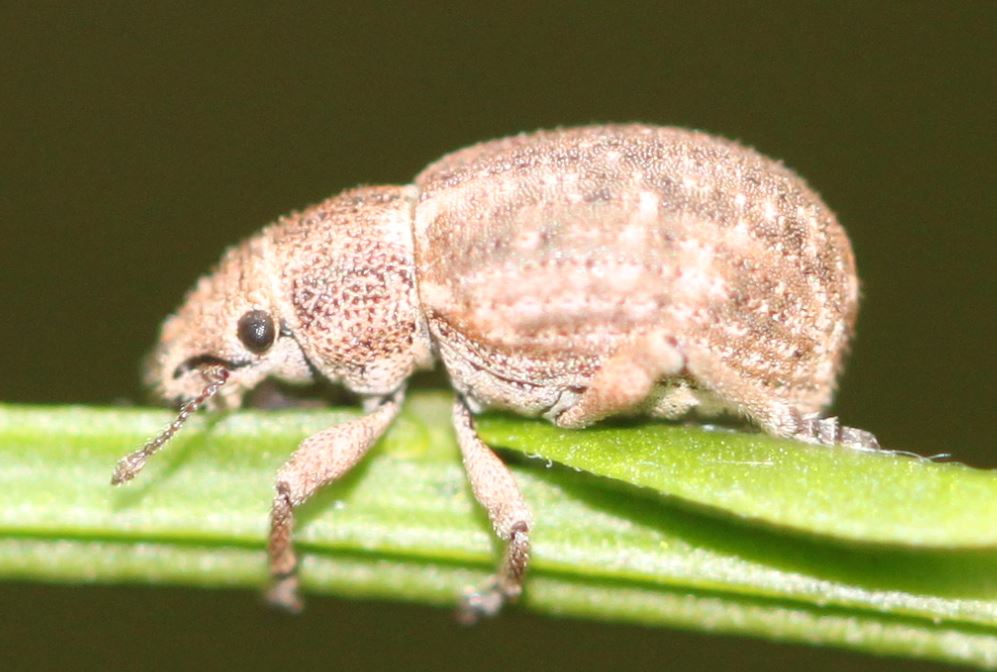
Strophosoma capitatum – Seitenansicht

Strophosoma (Strophosoma) capitatum ist ein Käfer aus der Familie der Rüsselkäfer (Curculionidae).

## Beschreibung
Der Käfer wird 3 bis 5,2 Millimeter lang. Er besitzt einen breiten Rüssel. Die schwarzen Deckflügel (Elytren) sind mit braun-bronzefarbenen Schuppen bedeckt. Längs der Deckflügel verlaufen mehrere schwarze Punktreihen.

## Verbreitung und Lebensweise
Die Käferart ist in Europa weit verbreitet. Lebensraum der Käfer bilden Wälder und offene Flächen mit Baumbestand.
Die ausgewachsenen polyphagen Käfer findet man an einer Vielzahl von Bäumen: an Kiefern, Fichten und Lärchen, an der Gewöhnlichen Douglasie und an der Rotbuche, sowie an Tannen, Birken, Ebereschen und Eichen. Die Käfer fressen bevorzugt Nadeln, Blätter, Knospen und junge Triebe. In Dänemark verursachen sie in Weihnachtsbaumplantagen an den Nadeln von Nordmanntannen (Abies nordmanniana) und Edeltannen (Abies procera) Fraßschäden und gelten als Forstschädlinge.
Es kommen im Jahr zwei Perioden mit erhöhter Fraßaktivität vor: im Frühjahr vor der Eiablage sowie im Spätsommer/Herbst.
Die Larven fressen an den Wurzeln von krautigen Pflanzen wie der Besenheide (Calluna vulgaris).

## Ähnliche Arten
Der Schwarzfleckige Kranzrüssler (Strophosoma melanogrammum) ist ungefähr ebenso groß und sieht Strophosoma capitatum sehr ähnlich. Wichtigstes Unterscheidungsmerkmal ist der schwarze Strich auf den Deckflügeln von S. melanogrammum.

## Gefährdung
Die Art gilt in Deutschland als ungefährdet.

## Taxonomie
In der Literatur werden folgende Synonyme verwendet:
- Curculio atomarius Marsham, 1802 nec Linnaeus, 1761
- Curculio capitatum De Geer, 1775
- Curculio obesus Marsham, 1802
- Curculio subrotundus Marsham, 1802
- Strophosoma rufipes Stephens, 1831
- Strophosomus affinis Stierlin, 1885
- Strophosomus asperifoliarum Stephens, 1831
- Strophosomus cognatus Stephens, 1831
- Strophosomus desbrocheri Tournier, 1876
- Strophosomus rufipes Stephens, 1831